# COBISS
COBISS (съкращение от Co-operative Online Bibliographic System & Services, в превод Съвместна онлайн библиографска система и услуги, произн. кобис) е словенска библиотечна информационна система, разработена от мариборския „Институт по информационни науки“ (Institut informacijskih znanosti, IZUM). COBISS е организационен модел за свързване на библиотеки в национална библиотечна информационна система чрез взаимно каталогизиране, взаимна библиографско-каталожна база данни (COBIB) и локални бази данни на участващите библиотеки, база данни за библиотеките (COLIB), нормативна база данни (CONOR) и много други ресурси и функции.
В допълнение към достъпа до горните бази данни, на словенските потребители на системата се предоставя и достъп до базите данни SGC, CORES и ELINKS и отделен достъп до следните източници или бази данни, които иначе са интегрирани в системата COBISS: JCR, SNIP, DOK/UKM и ZAL/ISBN.
Системата COBISS се използва от библиотечните системи на Словения, Албания, Босна и Херцеговина, България, Северна Македония, Сърбия, Черна гора и Косово. Всички тези системи са свързани в мрежата COBISS.net, обединявайки базите данни на близо 1400 библиотеки от тези страни.
Уеб приложението COBISS+ и неговата версия mCOBISS, предназначени за мобилни устройства, са достъпни за крайни потребители за търсене на материали в базите данни на всички библиотеки, включени в националната система COBISS.